# Alexander Duff (missionnaire)
Pour les articles homonymes, voir Alexander Duff.
Compléments
Duff est le fondateur de l'Université de Calcutta
Alexander Duff, né le 15 avril 1806 à Moulin, dans le Perthshire (Écosse) et décédé le 12 février 1878 à Sidmouth (Angleterre), était un missionnaire chrétien de l’Église presbytérienne d’Écosse. Missionnaire en Inde, et particulièrement au Bengale, il contribua considérablement à promouvoir une éducation moderne et démocratique en Inde.

## Biographie
Né en Écosse de parents modestes Alexander n’en fait pas moins des études d’Arts et de Théologie à l’Université de St Andrews. Il accepte l’offre d’être le premier missionnaire outremer de l’Église d’Écosse. Ordonné prêtre en 1829 il arrive à Calcutta l’année suivante, en mai 1830.
Convaincu que l’éducation et l’enseignement sont le véhicule privilégié d’une vraie évangélisation il ouvre bientôt une école à Jorasanko, quartier de la haute bourgeoisie bengalie, où l’enseignement se fait en anglais. La pédagogie y est nouvelle et le syllabus comprend les sciences et autres sujets modernes. Son école est un des premiers centres d’éducation ‘à l’occidentale‘ au Bengale. La mission de Duff est d’abord et avant tout éducative.

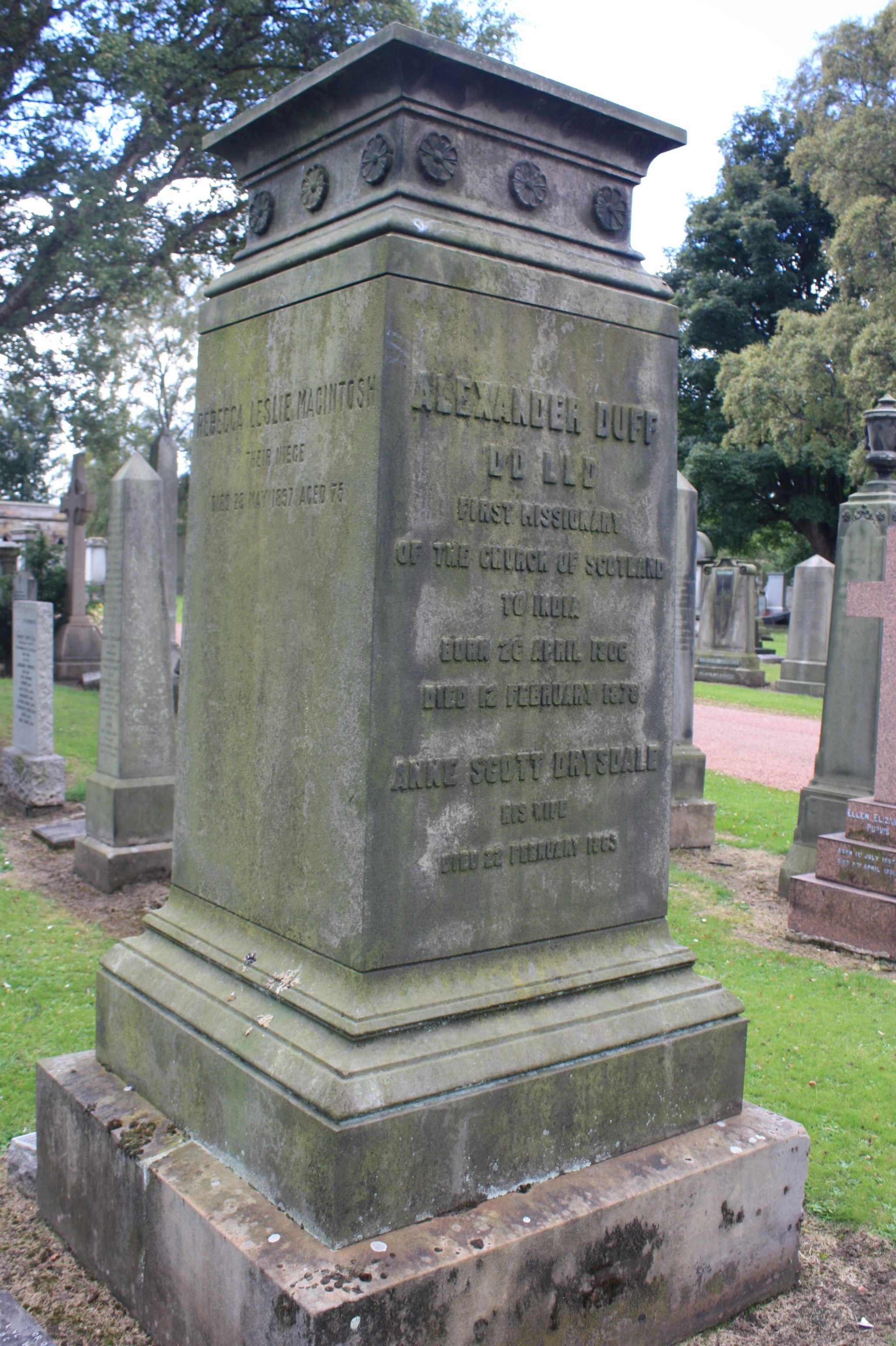
Monument funéraire d'Alexander Duff au 'Grange Cemetery'

En 1843, lorsque, minée par un schisme, l’église d’Écosse se divise en deux, Alexander Duff rejoint le groupe dissident qui fonde l’Église libre d'Écosse’. Il en perd son école et le soutien financier qui lui permettait son travail éducatif. N’empêche que bientôt il ouvre de nouvelles institutions qui formeront plus tard le ‘Scottish Church College’.
En 1849 Duff retourne en Grande-Bretagne. Il y donne de nombreuses conférences et insiste devant plusieurs comités officiels sur le devoir qu’a le pouvoir politique de promouvoir officiellement l’éducation dans l’empire des Indes. Deux ans plus tard, en 1851 il est élu président-modérateur de l’assemblée générale de l’Église libre d'Écosse, ce qu’il sera de nouveau en 1873.
Il est de retour à Calcutta en 1856. Il se donne entièrement à la fondation de l’université de Calcutta, officiellement établie le 24 janvier 1857. C’est la première université de type occidental en Asie du Sud. Duff en organise le système d’examens et le syllabus. Il décline l’offre (en 1863) d’en être le vice-chancelier. Un des bâtiments de l’université de Calcutta lui est dédié : le ‘Duff Hall’. Duff a joué un rôle considérable dans le développement et l’expansion d’une éducation de type occidental dans l’empire des Indes. Plusieurs hommes politiques indiens qui participèrent à la fondation du ‘Congrès national indien’ en 1885, sont issus des institutions fondées par Alexander Duff.
Sa santé le contraint à quitter Calcutta. Il rentre en Grande-Bretagne en 1864, passant par l’Afrique du Sud. Comme président du comité des missions étrangères de l’Église libre d'Écosse il reste très actif, créant des chaires universitaires de missiologie dans son pays et finançant des postes missionnaires en Syrie, au Liban, au Natal et au Nyassaland (en Afrique). Il les visite à l’occasion. De nouveau en proie à de graves dissensions l’Église libre fait appel à Duff qui en redevient le modérateur en 1873 et, son prestige aidant, parvient à faire sortir son Église de la crise.
Alexander Duff meurt à Sidmouth le 12 février 1878, destinant une large partie de ses biens personnels à la création d’une chaire universitaire consacrée aux ‘Missions étrangères’, à l’université d'Édinbourg.